# William Herbert (1er marquis de Powis)
Pour les articles homonymes, voir William Herbert et Herbert.
William Herbert (1626 - 2 juin 1696) est un noble anglais, qui est impliqué dans le complot papiste.

## Biographie
Il est le fils unique de Percy Herbert (2e baron Powis) et d'Elizabeth Craven, fille de Sir William Craven. Il succède à son père en tant que 3e baron en 1667 et est créé comte de Powis en 1674 par le roi Charles II et vicomte Montgomery de la ville de Montgomery et marquis de Powis en 1687 par le roi Jacques II et est nommé au Conseil privé en 1686. Il épouse en juillet 1654 Lady Elizabeth Somerset (vers 1633-1691), fille d'Edward Somerset (2e marquis de Worcester) (décédé en 1667), dont il a six enfants, un fils et héritier et six filles, dont l'une, Winifred, épouse William Maxwell, 5e comte de Nithsdale, qui est condamné à mort pour haute trahison pour avoir participé au soulèvement jacobite de 1715. Lady Nithsdale organise la fuite de son mari de la tour de Londres.
Cousin d'Edward Herbert de Cherbury, Powis est, avec son épouse, l'un des dirigeants du parti catholique romain. Il est l’un des «Cinq seigneurs catholiques» accusé à tort de conspirer pour tuer le roi par Titus Oates dans le Complot papiste et passe six ans dans la Tour de Londres à attendre son procès. Les efforts désespérés de sa femme pour le libérer l'ont amenée à fabriquer le "complot de la farine" pour lequel elle échappe de peu à une condamnation pour trahison. Powis est finalement libéré en 1684. Il reste fidèle au roi Jacques II, destitué après la Glorieuse Révolution de 1688. C'est lui qui emmene Marie de Modène et le nouveau-né Jacques François Stuart, et les conduit dans leur exil français. En récompense, il est créé par le roi Jacques "duc de Powis" et "marquis de Montgomery" dans la pairie Jacobite.
En 1690, Powis débarque en Irlande avec Jacques II, où il est l'un de ses principaux conseillers. Jacques II le nomme à son conseil privé irlandais et le nomme Lord Chambellan. Il reste en Irlande jusqu'à ce que le roi revienne en France après la bataille de la Boyne et se réinstalle à la cour jacobite en exil de Saint-Germain-en-Laye. Powis est une figure éminente de la Cour jacobite, en sa qualité de Lord-intendant et de Lord Chambellan de la maisonnée, mais il semble avoir été plutôt marginal dans les conseils du roi. Sa femme demeure la principale dame de la chambre de la reine Marie de Modène et la gouverneure royale de Jacques François Stuart jusqu'à sa mort, le 11 mars 1691. Powis est fait chevalier de la jarretière en avril 1692. Ayant perdu des biens évalués à 10 000 £ par an, il a renoncé plus que quiconque en faveur de la cause jacobite. Il meurt, le 2 juin 1696, à l'âge de soixante-dix ans environ, après un accident de cheval à St Germain. Il y est enterré le lendemain.
Son fils unique William Herbert (2e marquis de Powis), lui succède en tant que deuxième marquis de Powis et (second duc de Powis jacobite) (1665-1745), emprisonné plus tard à la Tour en tant que jacobite et condamné, après une longue bataille devant les tribunaux pour conserver une partie de ses biens, aboutissant à la restauration des biens de sa famille. Il est restauré dans les pairies confisqués et reçoit le rang de marquis en 1722.

## Enfants
Powis épouse Lady Elizabeth Somerset, fille d'Edward Somerset (2e marquis de Worcester), en juillet 1654. Ils ont six enfants:
- Frances Mackenzie, comtesse de Seaforth (1659-18 décembre 1732), mariée en 1680, à Kenneth Mackenzie (4e comte de Seaforth)
- William Herbert (2e marquis de Powis) (1660 - 22 octobre 1745) marié en 1691 à Mary Preston
- Mary Maxwell (1661 - 30 octobre 1744) épouse d'abord Richard Molyneux (fils de Caryll Molyneux (3e vicomte Molyneux)) et en secondes noces en 1690, Francis Browne, 4e vicomte Montagu, mariée en troisièmes noces en 1718 George Maxwell d'Orchardtoun, 3e baronnet
- Anne Smith, vicomtesse Carrington (1662 - 1748), mariée en 1687 à Francis Smith (2e vicomte Carrington)
- Lucy Herbert (1668 - 1743) est devenu écrivain et Chanoine régulier
- Winifred Maxwell, comtesse de Nithsdale (1680 - 1749), mariée en 1699 à William Maxwell (5e comte de Nithsdale)